# Lipiec 2024

## 28 lipca
- 15 osób zginęło, a sześć zostało rannych w wyniku osuwiska spowodowanego przez pozostałości tajfunu Gaemi w Hengyang, Hunan, Chiny. Gaemi zabił co najmniej 34 osoby na Filipinach i 10 na Tajwanie w ciągu ostatnich dni[1].

## 27 lipca
- Rebelia RSF w Sudanie: Co najmniej 22 osoby zginęły, a 75 zostało rannych w ataku Sił Szybkiego Wsparcia na Al-Faszir, w Darfurze Północnym w Sudanie[2].
- Rzymska Via Appia (pl. Droga Appijska), najstarsza droga rzymska, której budowę rozpoczęto w 312 roku p.n.e., została wpisana na Listę światowego dziedzictwa UNESCO[3].

## 25 lipca
- Co najmniej 26 osób, w tym 16 dzieci, zginęło w masowych strzelaninach, do których doszło między 16 a 18 lipca w wyniku sporów o ziemię w dystrykcie Angoram, w prowincji Sepik Wschodni, w Papui-Nowej Gwinei[4].
- Co najmniej 21 osób zginęło w wyniku fali upałów w Beni Mellal w Maroku[5].

## 24 lipca
- Minister obrony Władysław Kosiniak-Kamysz oświadczył, że Polska zablokuje starania Ukrainy o członkostwo w Unii Europejskiej, jeśli nie rozwiąże kwestii związanych z masakrą Polaków dokonaną przez ukraińskich nacjonalistów podczas II wojny światowej, w tym odnalezieniem i pochowaniem wszystkich ofiar zabitych na obecnym terytorium Ukrainy[6].
- Naukowcy ze Szkockiego Stowarzyszenia Nauk o Morzu (SAMS) ogłosili, że znaleźli dowody na produkcję ciemnego tlenu z metali na dnie morskim. Wcześniej zakładano, że prawie cały wolny tlen na Ziemi powstał w wyniku fotosyntezy, która wymaga światła słonecznego[7].
- Polscy nurkowie ogłosili, że odkryli na Morzu Bałtyckim u wybrzeży Szwecji XIX-wieczny wrak statku, zawierający skrzynki szampana i porcelany[8].

## 23 lipca
- Co najmniej 229 osób zginęło w wyniku osunięć ziemi, które pogrzebały dwie wioski w Gofa Zuria w Etiopii[9].

## 22 lipca
- Siły Obronne Izraela przekazały informację o śmierci polskiego obywatela Alexa Dancyga, uprowadzonego 7 października 2023 roku przez Hamas z kibucu kibuc Nir Oz, po ataku Hamasu na Izrael[10].
- Ulicami Warszawy przeszedł 13. Marsz Pamięci upamiętniający ofiary wielkiej akcji deportacyjnej w getcie warszawskim z lata 1942 roku[11].

## 21 lipca
- Urzędujący prezydent USA, Joe Biden, zrezygnował z ubiegania się o reelekcję w wyborach prezydenckich w 2024 roku[12].
- Zakończyła się 111. edycja wyścigu kolarskiego Tour de France, którą wygrał Tadej Pogačar (UAE Team Emirates)[13].

## 20 lipca
- Inwazja Rosji na Ukrainę: Pięć osób, w tym dziecko, zginęło w rosyjskich atakach rakietowych na Mikołajów i Chersoń na Ukrainie[14][15].
- W Warszawie odbył się wernisaż 4. edycji Urban Art Area, największy przegląd sztuki miejskiej w Polsce[16].

## 19 lipca
- Na świecie odnotowano globalną awarię systemów operacyjnych Microsoft, w wyniku czego banki, linie lotnicze, firmy telekomunikacyjne, nadawcy telewizyjni i radiowi oraz supermarkety zostały wyłączone po tym, jak na stacjach roboczych z systemem Microsoft Windows pojawiły się niebieskie ekrany błędów. Problemy odnotowano m.in. w Stanach Zjednoczonych, Indiach, Australii i Nowej Zelandii[17].
- We Lwowie, w pobliżu swojego domu została zastrzelona była deputowana Rady Najwyższej Ukrainy, Iryna Farion[18].
- W wieku 111 lat zmarła Anna Gawłowska, najstarsza osoba żyjącą w Polsce. Jej następczynią została mająca 110 lat, Helena Michalik[19].

## 18 lipca
- Inwazja Rosji na Ukrainę: Pięć osób zginęło, a trzy kolejne zostały ranne w rosyjskich atakach na wioski w obwodzie donieckim na Ukrainie[20].
- Przewodnicząca Komisji Europejskiej Ursula von der Leyen przedstawiła Parlamentowi Europejskiemu propozycję planu działań i została wybrana na drugą kadencję. W tajnym głosowaniu jej kandydaturę poparło 401 europosłów, przeciwko było 284. Przed głosowaniem poparcia udzieliły jej trzy duże grupy: Europejska Partia Ludowa, Partia Europejskich Socjalistów i liberalna Odnówmy Europę[21][22].
- Szkielet stegozaura „Apex” został sprzedany na aukcji Sotheby’s w Nowym Jorku w Stanach Zjednoczonych za 44,6 miliona dolarów (34 miliony funtów). Była to najwyższa cena, jaką kiedykolwiek zapłacono za skamielinę[23].

## 17 lipca
- Co najmniej 16 osób zginęło w pożarze centrum handlowego w Zigong w prowincji Syczuan w Chinach[24].
- Archeolodzy odkryli pozostałości średniowiecznego pałacu papieskiego na placu przed Bazyliką św. Jana na Lateranie w Rzymie we Włoszech[25].

## 16 lipca
- Co najmniej 25 osób zginęło, a 17 kolejnych zostało rannych po tym, gdy autobus zjechał z klifu i rozbił się w regionie Ayacucho w Peru[26].
- Roberta Metsola została ponownie wybrana na Przewodniczącą Parlamentu Europejskiego[27].

## 15 lipca
- Co najmniej 47 osób zginęło, a 350 zostało rannych w wyniku silnych burz w prowincji Nangarhar w Afganistanie. Ponadto zostało zniszczonych ok. 400 domów[28].
- W czasopiśmie Nature Astronomy amerykańscy i włoscy naukowcy ogłosili odkrycie księżycowej jaskini, ok. 400 km od miejsca lądowania Apollo 11[29][30].

## 14 lipca
- Inwazja Rosji na Ukrainę: Rosja przejęła kontrolę nad wioską Urożajne w obwodzie donieckim, którą Ukraina odbiła podczas kontrofensywy w lipcu 2023 roku[31].
- Zakończyły się XVII Mistrzostwa Europy w Piłce Nożnej, rozgrywane w Niemczech. W finale czempionatu Hiszpanie wynikiem 2:1 pokonali Anglików[32].
- Zakończył się 48. turniej Copa América, rozgrywany w Stanach Zjednoczonych. W finale turnieju o puchar Ameryki Południowej reprezentanci Argentyny pokonali wynikiem 1:0 Kolumbijczyków[33].
- Zakończyła się 137. edycja Wimbledonu, zwycięzcami turniejów gry pojedynczej zostali Carlos Alcaraz wśród mężczyzn oraz Barbora Krejčíková wśród kobiet[34][35].

## 13 lipca
- Inwazja Rosji na Ukrainę: Dwie osoby zginęły, a 25 kolejnych, w tym dwoje dzieci, zostało rannych w rosyjskim „podwójnym uderzeniu” w wieś Budy w obwodzie charkowskim na Ukrainie[36].
- Miał miejsce zamach na Donalda Trumpa, kandydata z ramienia Partii Republikańskiej na prezydenta Stanów Zjednoczonych w wyborach w 2024 roku. W wyniku strzałów podczas wiecu wyborczego w Butler w stanie Pensylwania Donald Trump został niegroźnie ranny. Prokurator okręgowy hrabstwa Butler poinformował, że podejrzany (Thomas Matthew Crooks) został zastrzelony, a podczas strzelaniny zginęła jedna osoba z publiczności, a dwie zostały ranne[37][38][39].

## 12 lipca
- Co najmniej 22 dzieci zginęło, a 132 zostało rannych w wyniku zawalenia się budynku szkoły w Dżos w stanie Plateau w Nigerii[40].
- Inwazja Rosji na Ukrainę: W rosyjskich atakach w obwodzie donieckim na Ukrainie zginęło sześć osób, a co najmniej 19 zostało rannych[41].
- Na terenie 43 Bazy Lotnictwa Morskiego (Gdynia-Babie Doły) doszło do wypadku samolotu M-346 Bielik, w wyniku którego śmierć poniósł pilot mjr Robert Jeł[42].

## 10 lipca
- Inwazja Rosji na Ukrainę: Dwóch Ukraińców zginęło w wyniku rosyjskich ataków dronów i rakiet na port w południowym obwodzie odeskim na Ukrainie, w wyniku których uszkodzona została infrastruktura portowa, obiekt energetyczny i cywilny statek[43].

## 9 lipca
- Liczba ofiar śmiertelnych zawalenia się nielegalnej kopalni złota w Bone Bolango w Indonezji w wyniku ulewnych deszczów wzrosła do 23 osób. 35 kolejnych osób nadal uważano za zaginione, a 23 kolejne udało się uratować[44].
- Rozpoczął się 75. szczyt NATO w Waszyngtonie, w Stanach Zjednoczonych[45].

## 8 lipca
- Inwazja Rosji na Ukrainę:

- Rosja przeprowadziła zmasowany atak rakietowy, uderzając w budynki mieszkalne i infrastrukturę cywilną w miastach całej Ukrainy, w tym w szpital dziecięcy Ochmatdyt w Kijowie. W wyniku ataków zginęło co najmniej 41 osób, a 190 zostało rannych.
- Prezydent Ukrainy Wołodymyr Zełenski i premier Polski Donald Tusk podpisali w Warszawie 10-letnie porozumienie o bezpieczeństwie.

- Paramount Global zgodził się na fuzję ze Skydance Media w ramach transakcji o wartości 28 miliardów dolarów[48].

## 7 lipca
- Odbyła się II runda wyborów parlamentarnych we Francji. Najwięcej mandatów zdobył Nowy Front Ludowy[49].
- Czterech ochotników z NASA skończyło pierwszą 378-dniową misję Crew Health and Performance Exploration Analog (CHAPEA), mającą na celu symulowanie życia na Marsie, w Centrum Lotów Kosmicznych imienia Lyndona B. Johnsona w Houston w Teksasie, Stany Zjednoczone[50].

## 6 lipca
- 14 osób zginęło, a jedna została ciężko ranna w wyniku zderzenia cysterny z minibusem w obwodzie rówieńskim na zachodniej Ukrainie[51].

## 5 lipca
- Huragan Beryl uderzył w półwysep Jukatan w Meksyku, zabijając 12 osób na Karaibach[52].
- 10 osób zginęło, a 42 zostały ranne w wyniku uderzenia autobusu w most w stanie São Paulo w Brazylii[53].
- Keir Starmer z Partii Pracy, która zwyciężyła w wyborach parlamentarnych w Wielkiej Brytanii w 2024 roku, otrzymał misję utworzenia rządu[54].
- Masud Pezeszkijan wygrał wybory prezydenckie w Iranie[55].
- Odbył się finał Miss Polski 2024, który wygrała Kasandra Zawal[56].

## 3 lipca
- Naukowcy ogłosili odkrycie najstarszego na świecie malowidła jaskiniowego, przedstawiającego trzy osoby zgromadzone wokół dużej czerwonej świni i którego wiek oszacowano na co najmniej 51 200 lat, w jaskini Leang Karampurang w regionie Maros-Pangkep w Celebesie Południowym w Indonezji[57].

## 2 lipca
- Król Holandii Wilhelm-Aleksander zaprzysiągł nowy rząd z Dickiem Schoofem jako premierem[58].

## 1 lipca
- Nowym gubernatorem generalnym Australii została Samantha Mostyn[59].
- Sydney McLaughlin-Levrone ustanowiła rekord świata w biegu na 400 m przez płotki podczas krajowych kwalifikacji olimpijskich w Eugene[60].